# Igrzyska Dalekiego Wschodu 1938
XI Igrzyska Dalekiego Wschodu miały odbyć się w późną wiosną 1938 roku w Osace, Japonia.
We wrześniu 1937 roku Japonia zaatakowała Chiny, rozpoczynając drugą wojnę chińsko-japońską. Planowane zawody w Japonii zostały więc odwołane.